# Röschitz
Röschitz là một đô thị ở huyện Horn trong bang Niederösterreich, ở nước Áo. Đô thị này có diện tích 21,16 km², dân số năm 2001 là 1063 người.